# Vietnã nos Jogos Paralímpicos de Verão de 2012
O Vietnã irá participar dos Jogos Paralímpicos de Verão de 2012, que irão acontecer na cidade de Londres, no Reino Unido.

## Desempenho

### Levantamento de peso
Masculino
| Atletas         | Evento | Resultado | Posição |
| --------------- | ------ | --------- | ------- |
| Nguyễn Văn Phúc | -48 kg | 145,0     | 7º      |
| Nguyễn Bình An  | -52 kg | 163,0     | 4º      |

Feminino
| Atletas               | Evento | Resultado | Posição |
| --------------------- | ------ | --------- | ------- |
| Nguyễn Thị Hồng       | -40 kg | 88,0      | 4º      |
| Châu Hoàng Tuyết Loan | -52 kg | 104,0     | 5º      |

### Natação
Masculino
| Atletas       | Evento                | Preliminares | Preliminares | Final     | Final   |
| Atletas       | Evento                | Marca        | Posição      | Marca     | Posição |
| ------------- | --------------------- | ------------ | ------------ | --------- | ------- |
| Thanh Tung Vo | 50 metros livre - S5  | 35s43 Q      | 6º           | 36s05     | 7º      |
| Thanh Tung Vo | 100 metros livre - S5 | 1min21s94 Q  | 6º           | 1min19s83 | 6º      |